# Vorfall vom 31. März

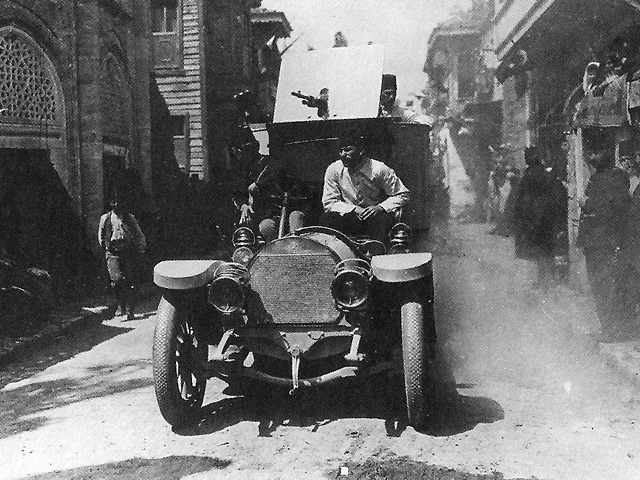
Soldaten des Komitees für Einheit und Fortschritt bei der Niederschlagung des Aufstands in Istanbul.

Der Vorfall vom 31. März 1909 (osmanisch اوتوز بیر مارت وقعه سی Otuz-bir Mart Vaḳʿası) war eine Rebellion im Osmanischen Reich, bei der Anhänger des Sultans Abdülhamid II. gegen die Jungtürken revoltierten. Er ereignete sich am 13. April 1909, dem im Rumi-Kalender der 31. März entsprach. Das Ziel der Rebellion bestand darin, die zweite osmanische Verfassungsperiode, die 1908 mit der Machtübernahme der Jungtürken eingeleitet worden war, zu beenden.

## Hintergrund
Die Hintergründe des Vorfalls vom 31. März werden verschieden interpretiert. Das Komitee für Einheit und Fortschritt (KEF) erklärte die Rebellion zur reaktionären Bewegung, da sie sich gegen die Errungenschaften der jungtürkischen Revolution von 1908 richtete. Obwohl viele Faktoren zum wachsenden Unmut gegen das Komitee beitrugen, konnten bisher die Beweggründe für den Aufstand nicht ausreichend erklärt werden. Die Anhänger des Komitees bezeichneten den Aufstand als reaktionär, da er die Abschaffung des liberalen konstitutionellen Regimes plante und Sultan Abdülhamid II. wieder als absoluten Monarchen einsetzen wollte. Andererseits wird darauf hingewiesen, dass das KEF alle Gegner als „reaktionär“ bezeichnete und den Begriff Reaktion als Synonym für Opposition verwendete.

## Verlauf und Folgen
Am 7. April 1909 wurde der regierungskritische Journalist Hasan Fehmi Bey von der Zeitung Serbestī („Unabhängigkeit“) ermordet. In der Nacht zum 13. April übernahmen sultanstreue Soldaten (Alaylı) die Führung eines Putsches gegen die jungtürkische Bewegung. Etwa 5.000 bis 6.000 Soldaten und hunderte Studenten und Hodschas versammelten sich in Istanbul auf dem Sultan-Ahmed-Platz, forderten die Einführung der Scharia und huldigten Sultan Abdülhamid als Padischah. In der ganzen Stadt wurden jungtürkische Politiker ermordet. Der Aufstand wurde nach einigen Tagen von Truppen unter dem Befehl von Mahmud Şevket Pascha niedergeschlagen, die als „Interventionsarmee“ (حرکت اوردوسو / Ḥareket Ordusu) aus Saloniki kommend in Istanbul einmarschierten. Als Folge der Revolte trat Großwesir Hüseyin Hilmi Pascha mit dem gesamten Kabinett zurück und wurde kurzfristig durch Ahmed Tevfik Pascha ersetzt. Das KEF beschloss die Absetzung des Sultans Abdülhamid, und am 27. April wurde dessen jüngerer Bruder und Thronfolger Reschid Effendi als neuer Sultan Mehmed V. ausgerufen, der jedoch nicht mehr als eine Marionette war.
1911 wurde zum Andenken an die 74 während des Aufstands gefallenen Soldaten das Freiheitsdenkmal im Istanbuler Stadtteil Şişli errichtet.
Einen ausführlichen deutschsprachigen Zeitzeugenbericht der Ereignisse vom 13. April 1909 veröffentlichte Friedrich Schrader, stellvertretender Chefredakteur des Osmanischen Lloyd und Korrespondent der Frankfurter Zeitung in Konstantinopel, in der linksliberalen deutschen politisch-literarischen Zeitschrift März am 4. Mai 1909.

„Das Jahr 1908 kam herbei, und dem Lande wurde plötzlich die Freiheit gegeben. ‚Ja, die Freiheit, – was ist das für ein Ding?‘ fragten sich die anatolischen Bauern. ‚Die Freiheit‘, so beantworteten sie selbst unter dem Einflusse der Hodschas die sich ihnen aufdrängende Frage, ‚ist die größere Freiheit der früher gebundenen Religion, die auf die Durchführung der heiligsten Vorschriften bis jetzt hat verzichten müssen.‘ Das bescheidene Mass von Zugeständnissen, das die alte Türkei dem modernen Staatsgedanken und der modernen Gesellschaft gemacht hatte, erschien dem Landvolke und ihren Führern als viel zu weitgehend. Ihre Leiden, die Drangsalierungen, denen sie unter dem Absolutismus ausgesetzt waren, sahen sie jetzt von diesem Gesichtspunkte aus und hofften, dass die Freiheit ihnen die gewünschte Erleichterung und die Einführung des Scheriatrechtes bringen werde.
Die Makedonier kamen, um die feige niedergemetzelten Offiziere zu rächen und diesen hoffentlich letzten Versuch des Absolutismus, sich auf den Schultern der Priester und des von ihnen geleiteten Volkes wieder zur Herrschaft emporzuschwingen, zu bestrafen, wie er es verdiente.“